# Meia-noite

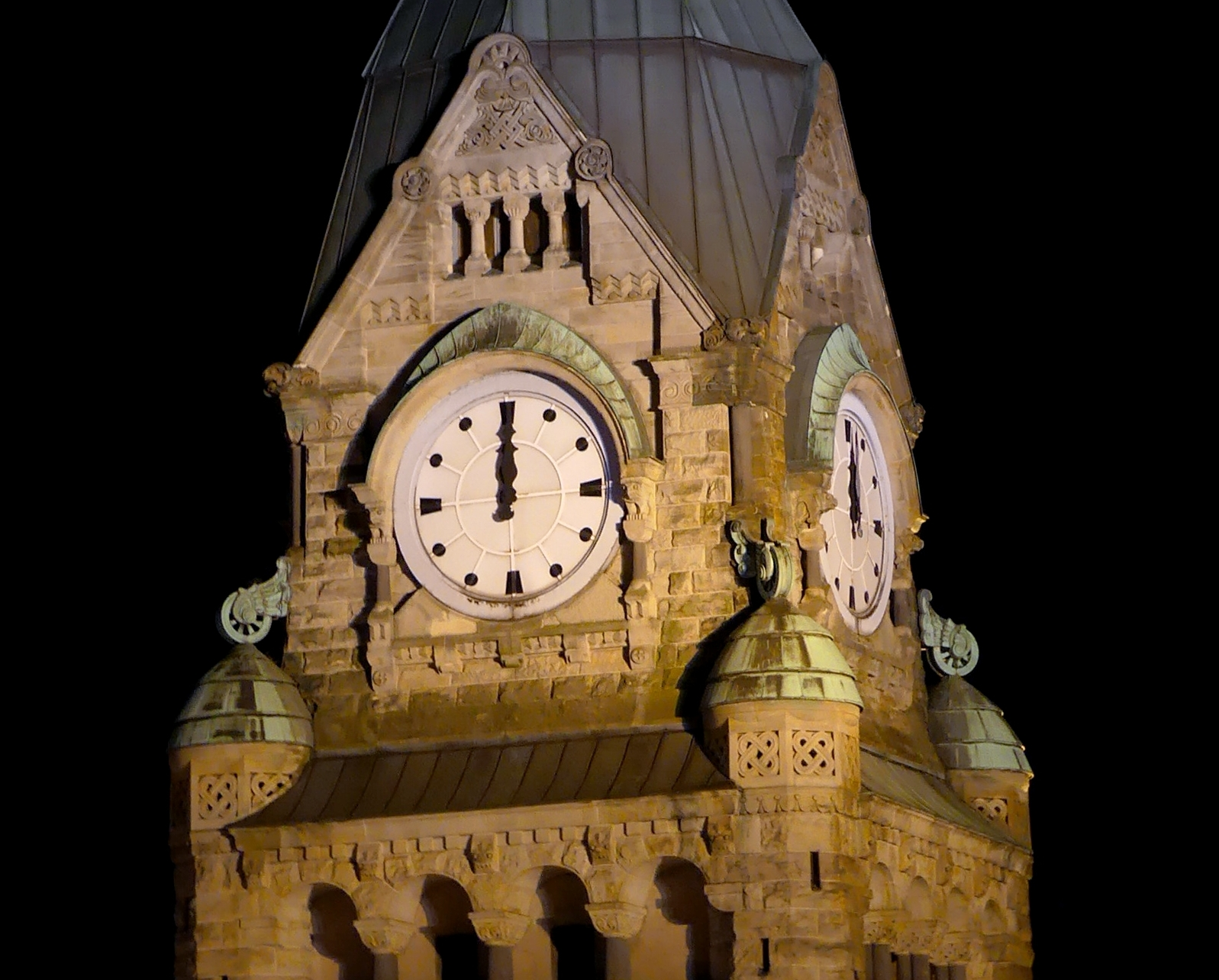
Meia-noite na estação ferroviária de Metz, na França

Meia-noite é o momento que marca o fim de um dia (fim da vigésima quarta hora) e o começo do dia seguinte (início da primeira hora). O instante em que a data muda, conforme o horário oficial local de uma determinada jurisdição. Pelo horário de relógio, a meia-noite é o oposto do meio-dia, diferindo dele por 12 horas.
A meia-noite solar é o momento oposto ao meio-dia solar, quando o Sol está mais próximo do nadir, e a noite está equidistante entre o pôr do sol e o nascer do sol. Devido ao advento dos fusos horários, que padronizam o tempo em uma faixa de meridianos, e ao horário de verão, a meia-noite solar raramente coincide com a meia-noite no relógio. A meia-noite solar depende da longitude e da época do ano, e não do fuso horário. Na medição do tempo da Roma Antiga, a meia-noite correspondia ao ponto médio entre o anoitecer e o amanhecer (ou seja, a meia-noite solar), variando conforme as estações do ano.

## História

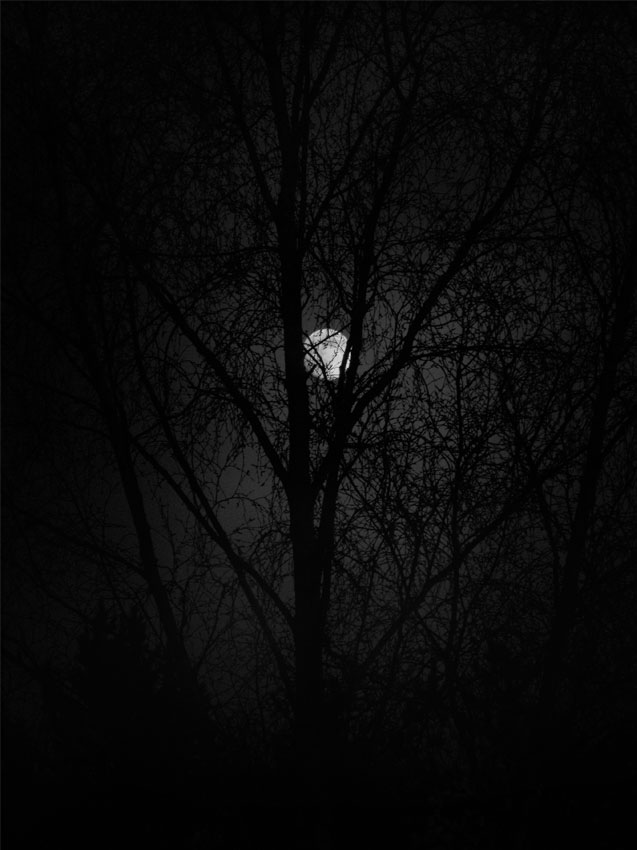
Fotografia da Lua tirada a meia-noite.

A convenção de iniciar cada dia à meia-noite tem origem com os antigos romanos. Plutarco comentou sobre a dificuldade de determinar o início do dia pelo nascimento do Sol e o começo da noite pelo pôr do sol, devido ao fato de não haver uma definição clara de quando ocorre isto: se é quando aparecem ou desaparecem os primeiros e últimos raios de Sol, ou quando o centro do Sol toca no horizonte.